# Цирра

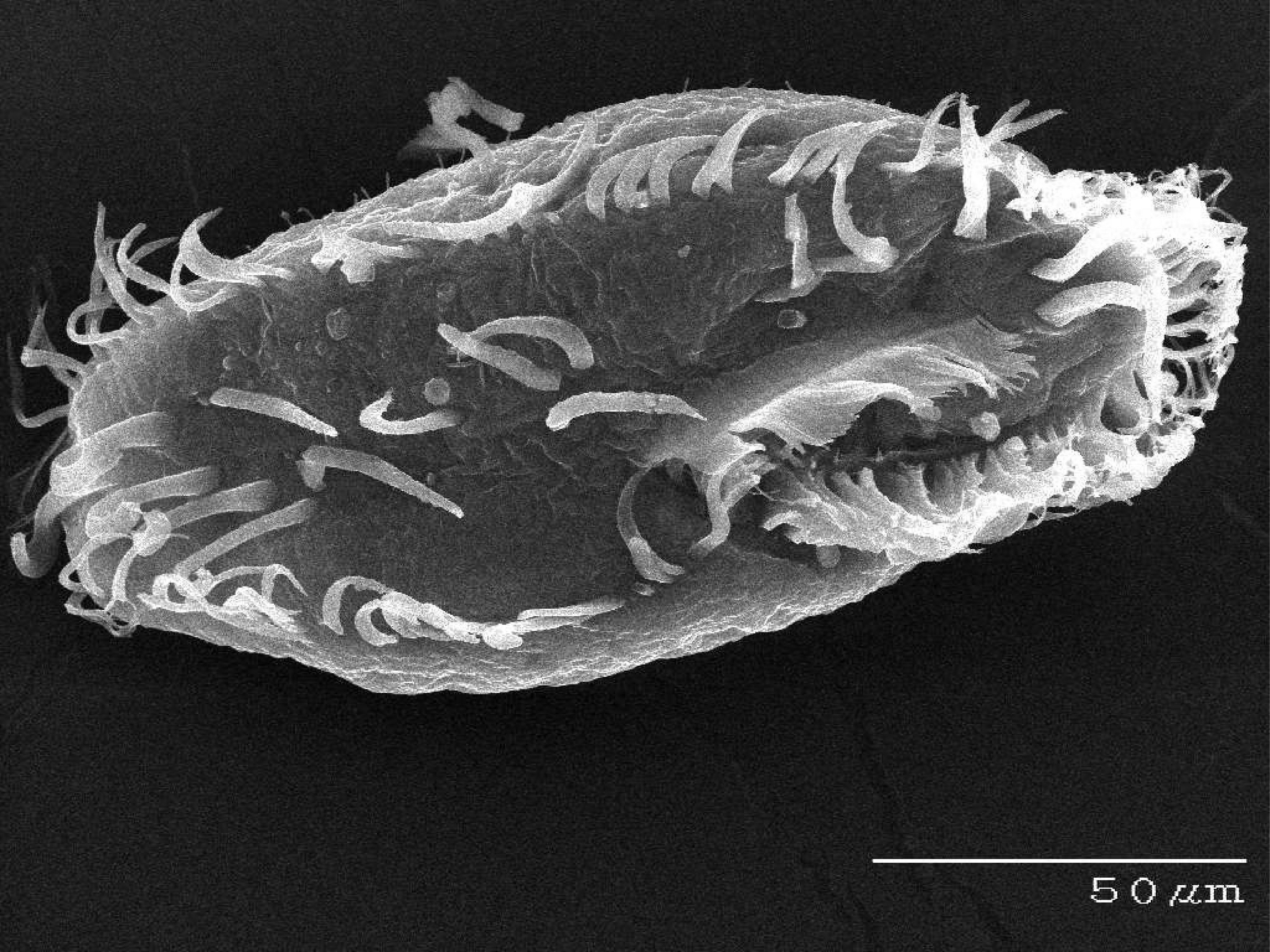
Добре видимі циррі у Oxytricha trifallax

Ци́рра (множина — циррі) — пучечок або китиця з війок у інфузорій. Кінетосоми війок поєднуються у циррі за допомогою філаментів. Використовуючи циррі, інфузорія може краще пересуватися у середовищі — «бігати» по субстрату або «стрибати» у товщі води. Особливо характерні для підкласів Hypotrich (Hypotrich) і Stichotrichia (Stichotrichia).